# Sommet de l'OTAN de juillet 1997
Pour un article plus général, voir Sommet de l'OTAN.
Le sommet de l'OTAN Madrid 1997 est le 14e sommet de l'OTAN, conférence diplomatique réunissant à Madrid, en Espagne, les 8 et 9 juillet 1997, les chefs d'État et de gouvernement des pays membres de l'Organisation du traité de l'Atlantique nord.
Lors de la conférence, les pays de l'Organisation du traité de l'Atlantique Nord invitent la Hongrie, la République tchèque et la Pologne à entrer dans l'alliance militaire, ce qui sera fait en 1999. La Slovénie et la Roumanie sont également désignés comme futurs potentiels pays à être invités dans l'OTAN . 